# Галущак Мар'ян Олексійович
Мар'я́н Олексі́йович Галуща́к (нар. 6 лютого 1944) — український фізик. Професор (1993), доктор фізико-математичних наук (2005), заслужений працівник освіти України (2000). Академік АН ВШ України з 2007 р.

## Життєпис
Народився в селі Колодіївка Тисменицького району Івано-Франківської області.
У 1965 р. закінчив з відзнакою фізико-математичний факультет Івано-Франківського педінституту (тепер Прикарпатський національний університет імені Василя Стефаника). Працював учителем фізики середньої школи, викладачем технікуму та одночасно, співпрацюючи з ученими педінституту, організував лабораторію «Фізика тонких напівпровідникових плівок», в якій провів експериментальні дослідження, на основі яких у 1977 р. захистив кандидатську дисертацію у Львівському державному університеті імені Івана Франка. З 1978 р. перейшов на викладацьку роботу в Івано-Франківський інститут нафти і газу (тепер — Івано-Франківський національний технічний університет нафти і газу): працював старшим викладачем, доцентом, заступником декана та деканом механічного факультету, а з 1992 р. — професором кафедри фізики. З 2001 р. — директор Інституту фундаментальної підготовки, а з 2004 р. — завідувач новоствореної кафедри фізики новітніх технологій. З 2007 р. — проректор з науково-педагогічної роботи, а з 2010 р. — завідувач кафедри загальної та прикладної фізики ІФНТУНГ.

## Наукова діяльність
Наукові інтереси — у сфері вирішення технологічних і наукових задач напівпровідникового плівкового матеріалознавства, а саме — створення термоелектричних перетворювачів енергії, фотоприймальних і випромінюючих пристроїв інфрачервоного діапазону. Розробив нові способи, що дозволяють отримувати матеріали з наперед визначеними параметрами, які захищені 22 патентами України на винаходи.
Автор 245 наукових праць, зокрема 6 монографій. Видав понад 30 навчальних посібників, із яких 16 з грифом Міністерства освіти і науки України.
Підготував 6-х кандидатів фізико-математичних наук.
Член спеціалізованої вченої ради із захисту кандидатських і докторських дисертацій. Член редколегії журналу «Фізика і хімія твердого тіла».
Розробив і впровадив у навчальний процес рейтингову систему оцінювання знань студентів, котра покладена в основу Всеукраїнського експерименту з кредитно-модульної технології навчання згідно з Болонською декларацією. Створив Центр педагогічної майстерності, який став школою підвищення фахового рівня викладачів університету.
Заслужений працівник освіти України (2000). Голова Івано-Франківського регіонального відділення АН ВШ України з 2009 р.